# Conus circumactus
Conus circumactus é uma espécie de gastrópode do gênero Conus, pertencente à família Conidae.

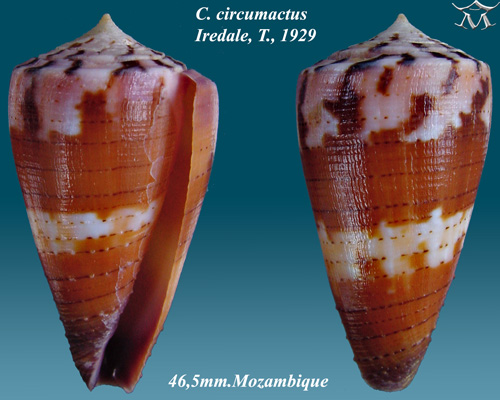
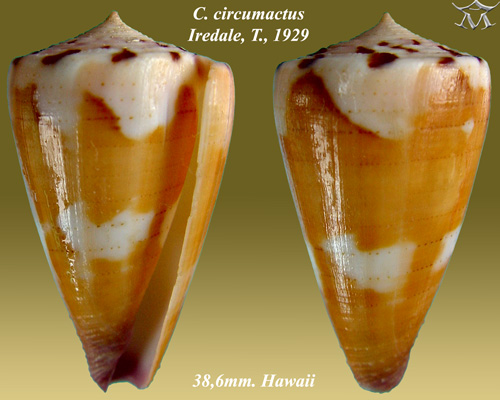